# Ӊ
Ӊ (minuskule ӊ) je písmeno cyrilice. Je používáno pouze v kildinské sámštině. Jedná se o variantu písmena Н.